# Synclisis kawaii
Synclisis kawaii là một loài côn trùng trong họ Myrmeleontidae thuộc bộ Neuroptera. Loài này được Nakahara miêu tả năm 1913.